# Xã Fondulac, Quận Tazewell, Illinois
Xã Fondulac (tiếng Anh: Fondulac Township) là một xã thuộc quận Tazewell, tiểu bang Illinois, Hoa Kỳ. Năm 2010, dân số của xã này là 13.381 người.